# Pseudophera truncata
Pseudophera truncata är en insektsart som beskrevs av Young 1968. Pseudophera truncata ingår i släktet Pseudophera och familjen dvärgstritar.
Artens utbredningsområde är Colombia. Inga underarter finns listade i Catalogue of Life.